# Vaginitis
Vaginitisi (vulvovaginitisi) predstavljaju grupu zapaljenskih oboljenja donjeg genitalnog trakta, koji uključuje vaginu i vulvu, a izazvani su vrlo poliomorfnom etiologijom – od iritacije, preko zapaljenskih faktora tipa bakterija, virusa, gljivica, do mehaničkih i termičkih faktora.

## Uzroci
Uzroci nastanka vrlo su raznoliki počevši od mehaničkih faktora tipa iritacije, mikropovreda, povreda osetljive kože i sluzokože, koje nastaju prilikom mehaničkih manipulacija kao što je, na primer, depilacija. Prilikom depilacije dešava se da koža vulve i sluzokoža ulaza u vaginu, inače vrlo osetljiva, bivaju oštećene različitim mikropovredama. Depilacije se preporučuju, ali žena bi trebalo sama da odredi način koji joj najviše odgovara.

## Lečenje iritacija
Kad se primeti mehanička iritacija praćena određenim crvenilom ili peckanjem, uzima se bris, Papa nalaz sa tog mesta, i ukoliko se ustanovi da su ti rezultati u redu, obično se prepisuju epitelijansi tipa krema, masti, dakle nešto za održavanje normalne pH vrednosti vagine.

## Zanimljivosti
Kod žena u reproduktivnom periodu, najčešći uzrok vulvovaginitisa jesu bakterijske infekcije, jer je seksualna i hormonska aktivnost u tom dobu najintenzivnija. S druge strane, starije žene zbog nekih hroničnih bolesti kao što je dijabetes obično obolevaju od kandidijaznog vulvovaginitisa, a često se dešavaju i zapaljenja uzrokovana Trichomonasom. Naročito se to dešava leti kada se koriste bazeni, banje, plaže, a kod starijih žena, zbog nedostatka hormona i istanjene sluzokože, iritacije budu uporne i dugotrajne.

## Literatura
- Jaquiery A, Stylianopoulos A, Hogg G, Grover S (1999). „Vulvovaginitis: clinical features, aetiology, and microbiology of the genital tract”. Arch. Dis. Child. 81 (1): 64—7. PMC 1717979 . PMID 10373139. doi:10.1136/adc.81.1.64.
- I, Brook (2002). „Microbiology and management of polymicrobial female genital tract infections in adolescents”. J Pediatr Adolesc Gynecol. 15 (4): 217—26. PMID 12459228. doi:10.1016/S1083-3188(02)00159-6.
- Joesoef MR, Schmid GP, Hillier SL (1999). „Bacterial vaginosis: review of treatment options and potential clinical indications for therapy”. Clin. Infect. Dis. 28 (Suppl 1): S57—65. PMID 10028110. doi:10.1086/514725.
- Ozkinay E (2005). „The effectiveness of live lactobacilli in combination with low dose estriol to restore the vaginal flora after treatment of vaginal infections”. IBJOG. 112 (2): 234—240; quiz 440—1. PMID 15663590. doi:10.1111/j.1471-0528.2004.00329.x.
- Reed BD, Slattery ML, French TK (1989). „The association between dietary intake and reported history of Candida vulvovaginitis”. J Fam Pract. 29 (5): 509—15. PMID 2553850.
- Rodgers CA, Beardall AJ (1999). „Recurrent vulvovaginal candidiasis: why does it occur?”. Int J STD AIDS. 10 (7): 435—9; quiz 440—1. PMID 10454177. doi:10.1258/0956462991914429.[мртва веза]